# 李充 (東晉)
李充（?—?），字弘度，江夏（湖北安陆）人。东晋学者、书法家、目录学家。父江州刺史李矩，母衛鑠，祖父李秉，曾祖父平虏中郎将李绪。曾祖父李绪为奉义中郎将李基之子，汝南太守李通之孙。
少孤，父亲坟墓前柏树被盗贼砍去，李充手刃该盗贼，因此而知名。晋成帝时王導征召其为掾，后征北将军褚裒引为记室参军，后因家贫苦求外出，于是褚裒任命其为剡县令，后遭母忧，服阙，为大著作郎，后又历任至中书侍郎，任内去世。为大著作郎时，曾经主持整理图书和编制《晋元帝四部书目》工作，开创了四部分类法：五经为甲部；史记为乙部；诸子为丙部；诗赋为丁部。四部分法之后一直为后人所沿用。
李充爱好刑名之学，深抑虚浮之士，批评当时“越礼弃学而希无为之风”。他擅长楷书，为世人所重。著有《论语注》十卷、《論語釋》一卷、《翰林论》五十四卷、注《尚書》及《周易旨》六篇、《釋莊論》上下二篇、詩賦表頌等雜文二百四十首。现逯钦立辑《先秦汉魏晋南北朝诗》中存诗三首，且其中两首仅有类书中所引用的佚句；严可均辑《全上古三代秦汉三国六朝文》中保留有李充零星著作。有子李顒，亦有文采，郡举孝廉。

## 延伸阅读
[在维基数据编辑]
 在维基文库阅读此作者作品
 《晉書/卷092》，出自房玄齡《晉書》